# Albert Heinrich Pfeiffer

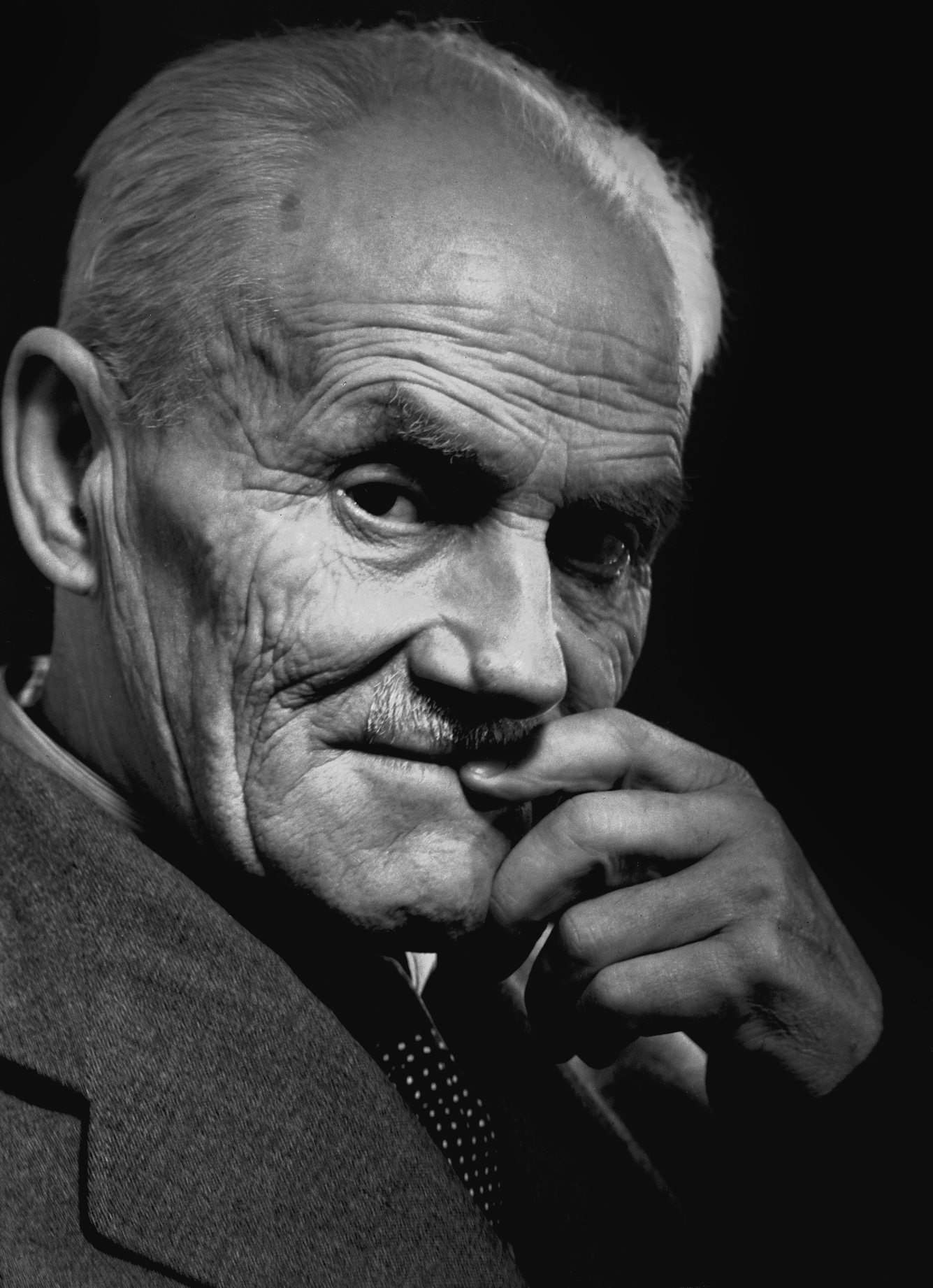
Porträt von Albert Heinrich Pfeiffer. Foto: Albert Wilhelm Pfeiffer

Albert Heinrich Pfeiffer (* 2. April 1876 in Tübingen; † 25. November 1953 in Ulm) war ein deutscher Fotograf und Portraitist. Er ist der Vater der Ulmer Künstler Albert Wilhelm Pfeiffer und Eberhard Adolf „Pan“ Pfeiffer.

## Leben

### Lehr- und Wanderjahre
| 1890–1893 | Atelier Christian Bartl                   | Fotografen-Lehre | Tübingen       |
| 1893      | Fotoatelier Paul Kallenbach               | Retoucheur       | Bad Kissingen  |
| 1893–1894 | Fotoatelier Gustav Kneisel                | Retoucheur       | Aue/Erzgebirge |
| 1894–1895 | Atelier Kreutl Nachf., Inhaber A. Hofmann | Fotograf         | Würzburg       |
| 1895      | Photoatelier Wacker                       | Fotograf         | Würzburg       |
| 1896      | Photoatelier A. Eberwein                  | Fotograf         | Neu-Ulm        |

### Familie

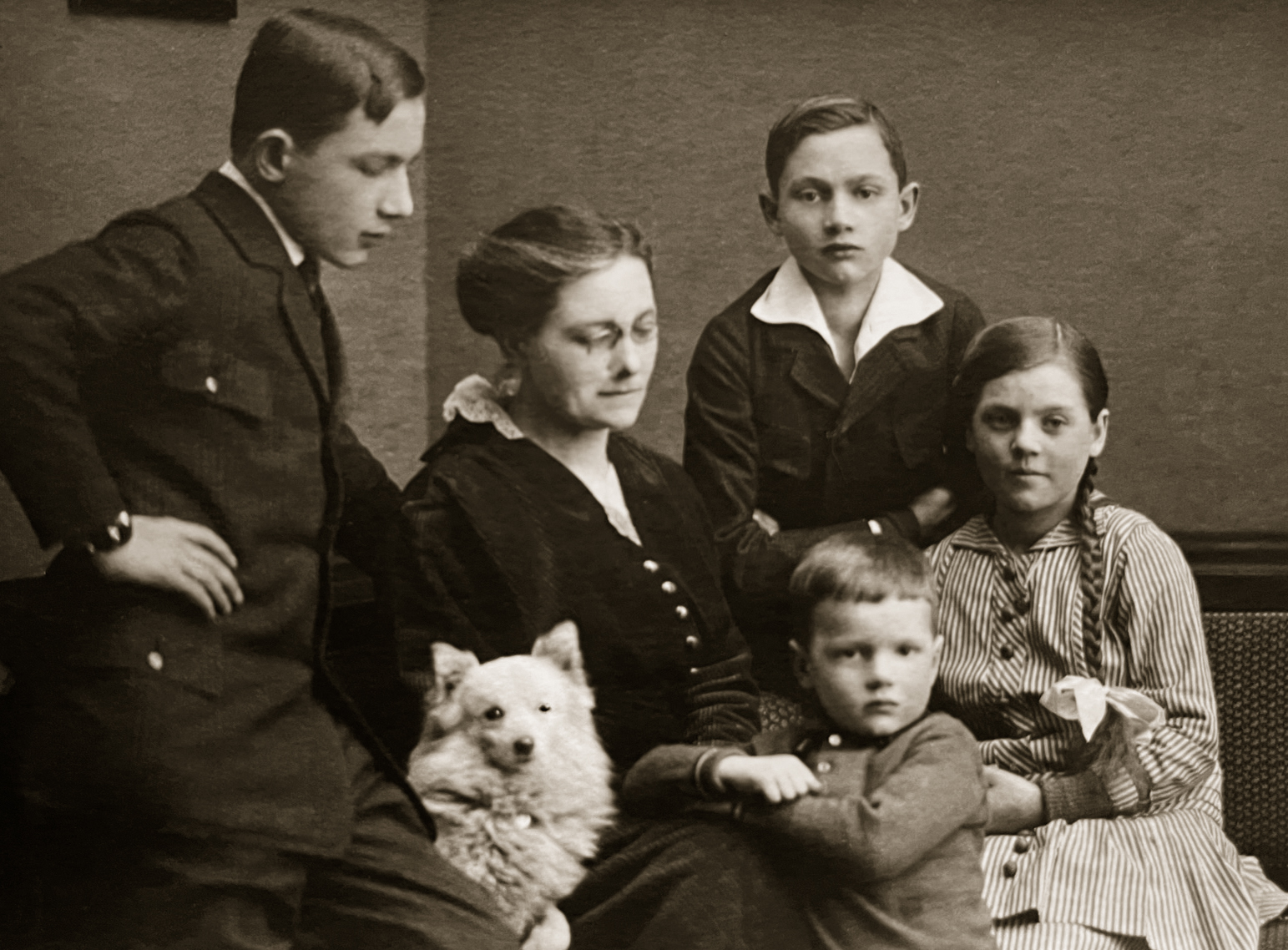
Familienfoto (v. l. n. r. Albert Wilhelm, Wilhelmine Karoline, Eberhard Adolf, Hellmut, Lotte)

Nach seinen Wanderjahren zog Pfeiffer in seine Heimatstadt Tübingen zurück. Dort heiratete er Wilhelmine Karoline Walker, die Tochter des Oberpedells an der Universität Tübingen, Wilhelm Walker.
Albert Heinrich Pfeiffer und Wilhelmine Karoline hatten vier Kinder: Albert Wilhelm, Eberhard Adolf „Pan“, Charlotte und Hellmut (Hellmut verstarb bereits im Alter von 7 Jahren).
1905 zog die Familie von Tübingen nach Ulm/Donau, wo Pfeiffer in der König-Wilhelm-Straße 1 ein Haus erwarb und ein Fotoatelier eröffnete. Zum damaligen Zeitpunkt war Ulm eine Garnisonstadt, was der Familie Pfeiffer gute Einkommensmöglichkeiten mit Garnisons,- Kompanie- und Portrait-Fotografien eröffnete.

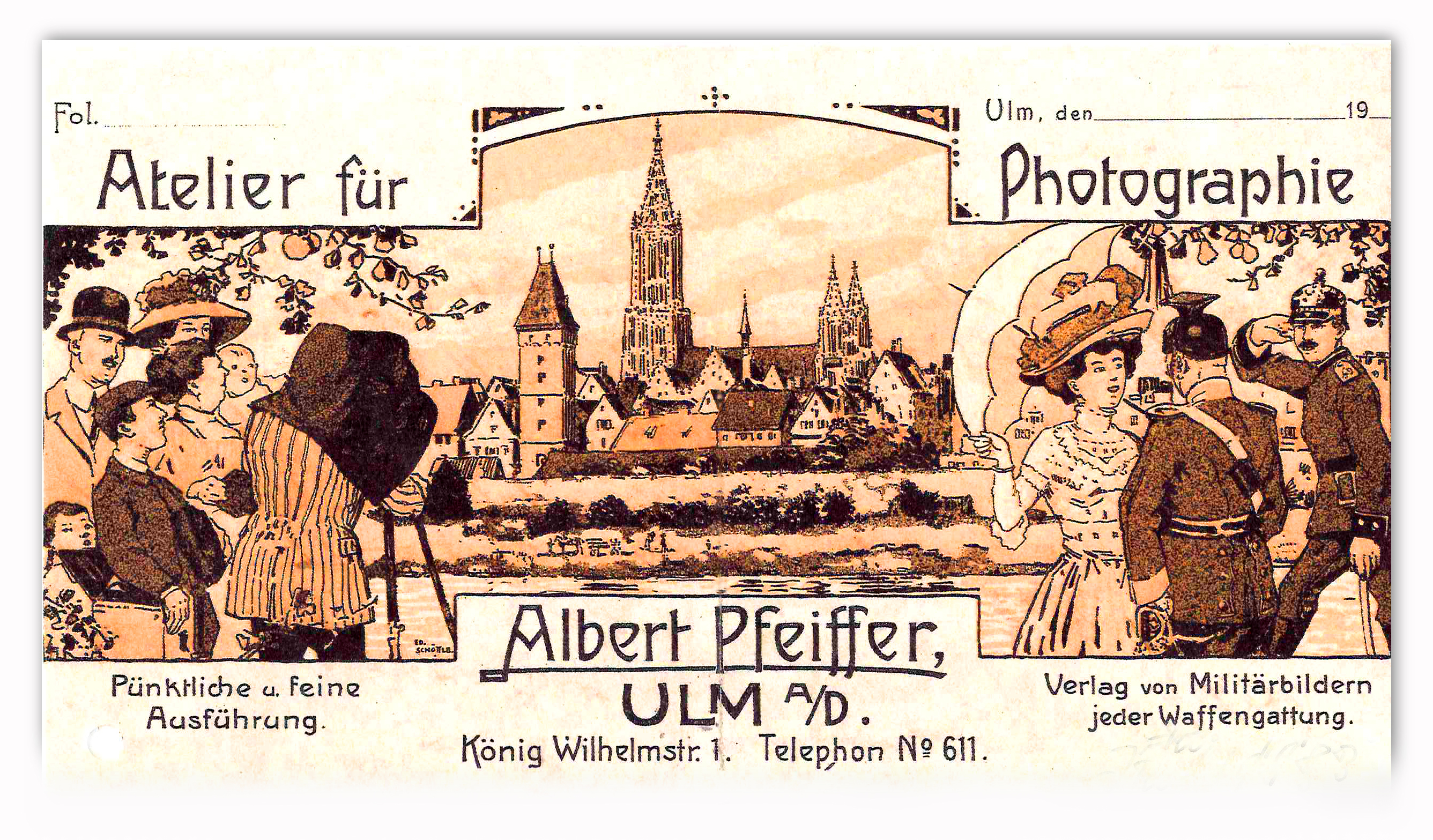
Kopf des Firmen-Briefbogens im Zeitgeschmack

### Kriegsjahre 1914–1918
Die Kriegsjahre des Ersten Weltkriegs von 1914–1918 zogen die Einberufung von Pfeiffer nach sich und sein Fotoatelier musste vorübergehend geschlossen werden. Er leistete seinen Militärdienst beim Landsturm in Ulm ab, wurde aber später zur 8. Kompanie des Grenadier-Regiments „König Karl“ (12. Infanterie-Regiment) nach Frankreich verlegt.

### Wiedereröffnung
Nach Kriegsende und Rückkehr von Pfeiffer 1918, eröffnete er wieder das Fotoatelier in der König-Wilhelm-Straße 1 in Ulm.
Die Auftragslage war nach dem Krieg schlechter, so dass sich Pfeiffer entschloss, sein Geschäft durch die Verlegung in eine zentralere Lage zu verbessern. Das  Wohn- und Geschäftshaus in der König-Wilhelm-Str. 1 verkaufte er an einen Ulmer Geschäftsmann. Die Hyperinflation der Jahre nach dem Ersten Weltkrieg hatten den Verkaufserlös des Hauses jedoch innerhalb kürzester Zeit aufgezehrt.
Die Familie zog dann in ein gemietetes Haus am Marktplatz 17, gegenüber dem Ulmer Rathaus und er öffnete an der neuen Adresse wieder das Atelier Foto-Pfeiffer. Das Fotogeschäft bestand aus einem Fotoatelier, Labor und einem Ladengeschäft für Fotoarbeiten und Fotoapparate.
Durch den Kriegseinsatz hatte Pfeiffer gesundheitliche Probleme, so dass er seither unter Asthma litt, was ihn stark eingeschränkte.
Am 29. Dezember 1939 verkaufte Pfeiffer sein Foto-Geschäft an seinen Sohn Albert Wilhelm für 15.000 Reichsmark und einer Leibrente von monatlich 250 Reichsmark. Für die damalige Zeit eine stolze Summe, die damals ungefähr 8 Jahreslöhnen eines Facharbeiters entsprach.
1941 wurde sein Sohn Albert Wilhelm zum Militärdienst eingezogen und dieser musste nun seinerseits das Foto-Atelier kriegsbedingt schließen.
Bei den Luftangriffen auf Ulm am 17. Dezember 1944 griffen alliierte Bomberverbände Ulm an und zerstörten auch das Haus am Marktplatz 17 mit seinem Fotoatelier. Die Familie Pfeiffer überlebte den Angriff in einem nahen Luftschutzkeller, wurde dadurch aber obdach- und mittellos.
Pfeiffer und seine Frau Wilhelmine zogen auf das Land nach Gerhausen bei Blaubeuren, während die Familie von Albert Wilhelm Pfeiffer nach Langenau zog.

### Rückkehr nach Ulm
Nach dem Krieg zogen Pfeiffer und seine Frau wieder zurück nach Ulm in die Herdbruckerstraße 28 an der donauseitigen Stadtmauer. In dieser Wohnung lebte das Paar bis zu Pfeiffers Tod im November 1953.
Seine Witwe Wilhelmine Karoline Pfeiffer lebte noch etliche Jahre in der Wohnung und zog dann in das nahe gelegene Altersheim am Dreifaltigkeitshof, wo sie am 1. Dezember 1972 im Alter von 98 Jahren verstarb.